# Диксон (ледокол)
Ди́ксон — российский дизельный ледокол класса «Мудьюг».
Построен в 1983 году, двигатель произведен в 1982 году компанией Wärtsilä в Хельсинки. В зимнее время ледокол совершает проводку судов по Белому морю в замерзающий морской порт Архангельск, делает это один. Занимается буксировками объектов, обеспечением работы буровых вышек в Баренцевом море. Восстановительно-ремонтные работы ледокола проводятся в доках «Красной кузницы». Ледокол может продвигаться во льду толщиной 0,9 м со скоростью 1 узел.
Судно принадлежит ФГУП Росморпорт.

## Участие в спасательных операциях
15 ноября 2011 года следовавший из Яра-Яха в Архангельск сухогруз «Капитан Кузнецов» попал в шторм в горле Белого моря. В 2:00 с экипажем был последний сеанс связи, в 3:30 в районе полуострова Канин Нос зафиксирован аварийный буй с судна. В 11:35 16 ноября сухогруз был обнаружен экипажем самолёта Ил-38 морской авиации Северного флота. Судно находилось в горле Белого моря, в 60 км восточнее мыса Орлов-Терский Тонкий, в 104 км от места последнего выхода на связь. В 16:35 сухогруз был взят ледоколом «Диксон» на буксир для доставки в порт Архангельска.